# Will Rogers
William Penn Adair Rogers (4 de novembro de 1879 — 15 de agosto de 1935) foi um artista de vaudeville nativo americano, ator e comentarista social humorístico. Ele nasceu como cidadão da Nação Cherokee, no Território Indígena (hoje parte de Oklahoma), e é conhecido como "O Filho Favorito de Oklahoma". Como artista e humorista, ele viajou ao redor do mundo três vezes, fez 71 filmes (50 filmes mudos e 21 "talkies"), e escreveu mais de quatro mil colunas em jornais distribuídos nacionalmente. Em meados da década de 1930, Rogers era extremamente popular nos Estados Unidos por sua sagacidade política e era o mais bem pago das estrelas do cinema de Hollywood. Ele morreu em 1935 com o aviador Wiley Post quando seu pequeno avião caiu no norte do Alasca.
Rogers começou sua carreira como artista de vaudeville. Sua atuação nas cordas levou ao sucesso em Ziegfeld Follies, que por sua vez levou ao primeiro de seus muitos contratos cinematográficos. Sua coluna no jornal sindicalizado da década de 1920 e suas aparições no rádio aumentaram sua visibilidade e popularidade. Rogers fez uma cruzada pela expansão da aviação e forneceu aos americanos relatos em primeira mão de suas viagens pelo mundo. Suas anedotas terrenas e estilo folclórico permitiram que ele zombasse de gângsteres, da proibição, de políticos, de programas governamentais e de uma série de outros tópicos controversos de uma forma que obteve aclamação geral do público nacional, sem que ninguém se ofenda. Seus aforismos, formulados em termos humorísticos, foram amplamente citados: "Não sou membro de um partido político organizado. Sou um democrata".

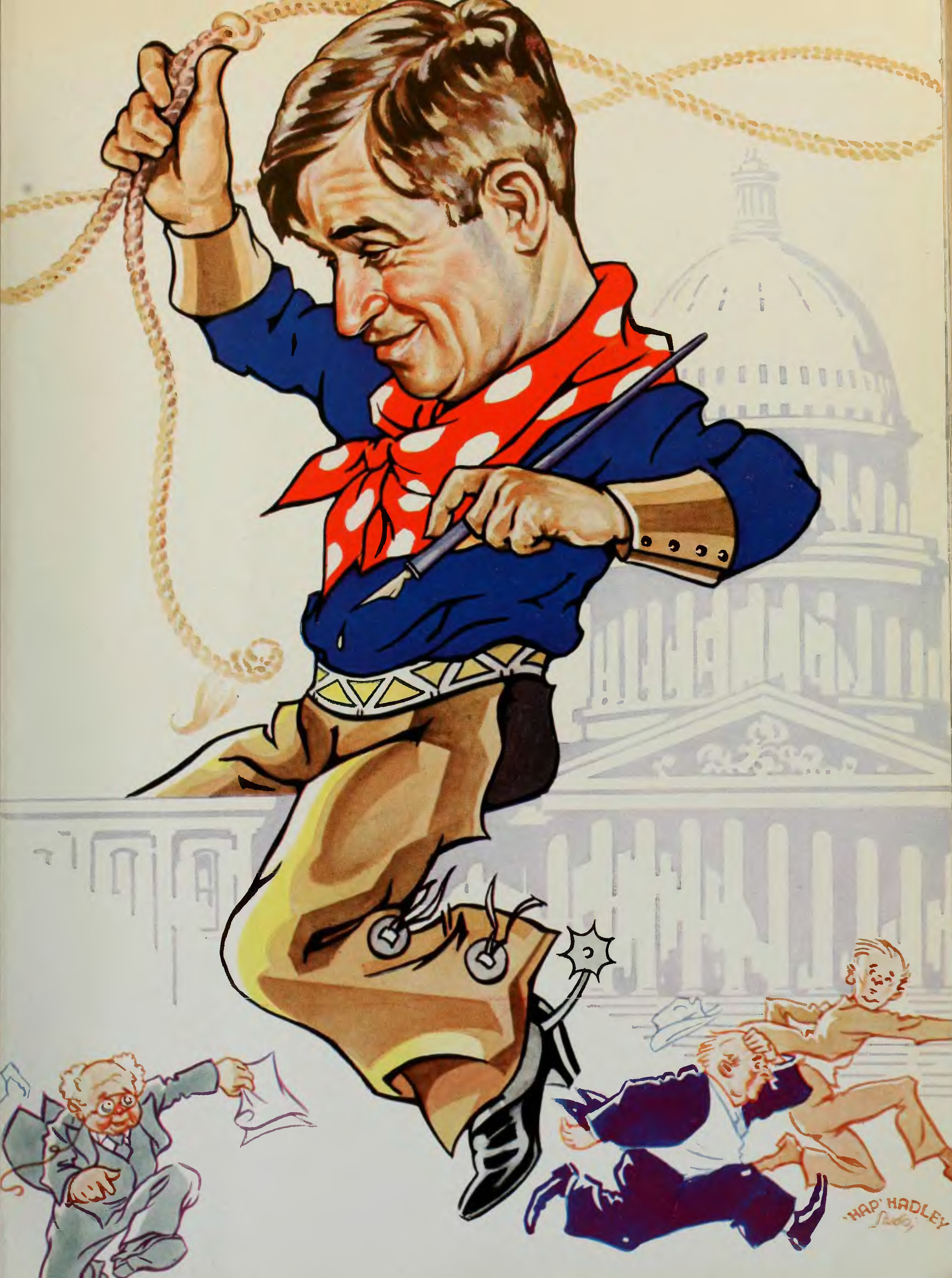
Caricatura de Will Rogers em um anúncio impresso do filme Down to Earth, do The Film Daily, 1932

Uma das frases mais famosas de Rogers foi "Nunca conheci um homem de quem não gostasse" e ele até forneceu um epigrama sobre este famoso epigrama:
Quando eu morrer, meu epitáfio, ou como você chama esses sinais nas lápides, será: "Eu brinquei sobre todos os homens proeminentes do meu tempo, mas nunca conheci um homem de quem eu não gostasse." Estou tão orgulhoso disso que mal posso esperar para morrer para que possa ser esculpido.

### Biografias
- Carnes, Mark C. Will Rogers and "His" America (2010).
- Ketchum, Richard M. Will Rogers: His Life and Times (1973)
- O'Brien, P. J. (1935). Will Rogers, Ambassador of Good Will Prince of Wit and Wisdom.
- Robinson, Ray (1996).American Original: A Life of Will Rogers. 288 pp.
- Rogers, Betty (1941). Will Rogers: His Story As Told By His Wife. 312 pp. Garden City Publishing Company, Garden City, New York.
- Rollins, Peter C. (1984). Will Rogers: A Bio-Bibliography. Greenwood, 282 pp.
- Sterling, Bryan B., and Frances N. Sterling (1989). Will Rogers' World.
- Yagoda, Ben (1993). Will Rogers: A Biography excerpt and text search

### Estudos acadêmicos
- Brown, William R. (1979). «Will Rogers and His Magic Mirror». Chronicles of Oklahoma. 57 (3): 300–25
- Coleman, Timothy S. "All We Know of Nation Is What We See in the Pictures: Will Rogers and the National Imaginary in 1920s and 1930s America". PhD dissertation, Wayne State U. 2003. 183 pp. DAI 2004 64(12): 4245-A. DA3116488 Fulltext: ProQuest Dissertations & Theses
- Jenkins, Ronald Scott. "Representative Clowns: Comedy and Democracy in America". PhD dissertation Harvard U. 1984. 208 pp. DAI 1984 45(4): 1187-A. DA8416931 Fulltext: ProQuest Dissertations & Theses
- Johnson, Bobby H. and R. Stanley Mohler. "Wiley Post, His Winnie Mae, and the World's First Pressure Suit". Washington: Smithsonian Institution, 1971.
- Roach, Fred, Jr. "Will Rogers' Youthful Relationship with His Father, Clem Rogers: a Story of Love and Tension". Chronicles of Oklahoma 1980 58(3): 325–42. ISSN 0009-6024
- Roach, Fred; Jr. (1979). «Vision of the Future: Will Rogers' Support of Commercial Aviation». Chronicles of Oklahoma. 57 (3): 340–64
- Rollins, Peter C. "Will Rogers: Symbolic Man, Journalist, and Film Image". Journal of Popular Culture 1976 9(4): 851–77.
- Rollins, Peter C. (1979). «Will Rogers, Ambassador sans Portfolio: Letters from a Self-made Diplomat to His President». Chronicles of Oklahoma. 57 (3): 326–39
- Smallwood, James M. (1988). «Will Rogers of Oklahoma: Spokesman for the 'Common Man'.». Journal of the West. 27 (2): 45–49
- Southard, Bruce (1979). «Will Rogers and the Language of the Southwest: a Centennial Perspective». Chronicles of Oklahoma. 57 (3): 365–75
- Ware, Amy (2009). «Unexpected Cowboy, Unexpected Indian: The Case of Will Rogers». Ethnohistory. 56 (1): 1–34. doi:10.1215/00141801-2008-034

### Livros de Rogers
- Rogers, Will (1975) [1924].  Joseph A. Stout, Jr., ed. Rogers-isms: The Cowboy Philosopher On Prohibition. Stillwater: Oklahoma State University Press. ISBN 0-914956-06-X
- Rogers, Will (2003) [1924]. Illiterate Digest. [S.l.]: Kessinger Publishing. ISBN 978-0-7661-4321-0
- Rogers, Will (1977) [1926].  Joseph A. Stout, ed. Letters of a Self-Made Diplomat To His President. Stillwater: Oklahoma State University Press. ISBN 0-914956-09-4
- Rogers, Will (1982).  Steven K. Gragert, ed. More letters of a self-made diplomat. Stillwater: Oklahoma State University Press. ISBN 978-0-914956-22-8
- Rogers, Will (1927). There's Not A Bathing Suit in Russia. [S.l.: s.n.]
- Rogers, Will (1982) [1928]. "He chews to run": Will Rogers' Life magazine articles, 1928. Stillwater: Oklahoma State University Press. ISBN 0-914956-20-5
- Rogers, Will (1983).  Steven K. Gragert, ed. Radio Broadcasts of Will Rogers. Stillwater: Oklahoma State University Press. ISBN 0-914956-24-8
- Sterling, Bryan and Frances (2001). Forgotten Eagle: Wiley Post: America's Heroic Aviation Pioneer. New York: Carroll & Graf Publishers. ISBN 0-7867-0894-8
- Rogers, Will (1926). Letters of a Self-Made Diplomat to His President
- Rogers, Will, and Joseph H. Carter. Never Met a Man I Didn't Like (1991) excerpt and text search
- Rogers, Will. Will Rogers at the Ziegfeld Follies. ed. by Arthur Frank Wertheim, (1992). 288 pp.
- Rogers, Will. Will Rogers' Weekly Articles. Vol. 1, The Harding/Coolidge Years, 1922–1925. ed. by James M. Smallwood, (1980). 431 pp.
- Rogers, Will. Will Rogers' Weekly Articles. Vol. 2: The Coolidge Years, 1925–1927. ed. by Steven K. Gragert, (1980). 368 pp.
- Rogers, Will. Will Rogers' Weekly Articles. Vol. 3: The Coolidge Years, 1927–1929. ed. by Steven K. Gragert, (1981). 304 pp.
- Rogers, Will. Will Rogers' Weekly Articles. Vol. 4: The Hoover Years, 1929–1931. ed. by Steven K. Gragert, (1981). 278 pp.
- Rogers, Will. Will Rogers' Daily Telegrams. Vol. l, The Coolidge Years, 1926–1929. ed. by James M. Smallwood, 1978. 453 pp.
- Rogers, Will. Will Rogers' Daily Telegrams. Vol. 4, The Roosevelt Years, 1933–1935. ed. by James M. Smallwood, (1979). 457 pp.
- Rogers, Will. Convention Articles of Will Rogers. ed. by Joseph A. Stout, 1976. 174 pp.
- Rogers, Will. The Writings of Will Rogers. Volume 3: Illiterate Digest. ed. by Joseph A. Stout, Jr., 1974. 230 pp.
- Rogers, Will (1948).  Day, Donald, ed. Autobiography of Will Rogers; Selected and Edited by Donald Day (em inglês). Boston: Houghton Mifflin
- Rogers, Will. Rogers-isms: the Cowboy Philosopher on the Peace Conference, (1919). Online at Project Gutenberg
- Sterling, Bryan B., and Frances N. Sterling, eds. Will Rogers Speaks: Over 1,000 Timeless Quotations for Public Speakers (And Writers, Politicians Comedians, Browsers) (1995).
- The Papers of Will Rogers
  - Rogers, Will (1996).  Steven K. Gragert and M. Jane Johansson, ed. The Papers of Will Rogers: The Early Years : November 1879 – April 1904. Norman: University of Oklahoma Press. ISBN 978-0-8061-2745-3 Online at archive.org
  - Rogers, Will (2000).  Steven K. Gragert; M. Jane Johansson, eds. Papers of Will Rogers : Wild West and Vaudeville, April 1904 –September 1908, Volume Two. Norman: University of Oklahoma Press. ISBN 978-0-8061-3267-9 Online at archive.org
  - Rogers, Will (2005).  Steven K. Gragert; M. Jane Johansson, eds. The Papers of Will Rogers: From Broadway to the National Stage, September 1915 – July 1928. Norman: University of Oklahoma Press. ISBN 978-0-8061-3704-9
  - Rogers, Will (2005).  Steven K. Gragert; M. Jane Johansson, eds. The Papers of Will Rogers: From Broadway to the National Stage, September 1915 – July 1928. Norman, Oklahoma: University of Oklahoma Press. ISBN 978-0-8061-3704-9
  - Rogers, Will (2006).  Steven K. Gragert; M. Jane Johansson, eds. The Papers of Will Rogers: The Final Years, August 1928 – August 1935. Norman: University of Oklahoma Press. ISBN 978-0-8061-3768-1

### Artigos de Rogers
- "The House That Jokes Built," Photoplay, July 1921, p. 36.
- "Humor's sober side: Being an interview with Will Rogers, another of a series on how humorists get that way by Josephine van der Grift," Bisbee Daily Review, October 15, 1922, p. 4.
- O'Brien, P. J. (1935). Will Rogers: Ambassador of Good Will, Prince of Wit and Wisdom. N.P.: Winston[Falta ISBN]
- "Claim Will Rogers Is Free To Insult Race Under Agreement". Kansas City (MO) Plaindealer, February 2, 1934, p. 2.
- "Protest Will Rogers' Radio Speech". Pittsburgh Courier, January 27, 1934, p. 1.
- Sterling, Bryan B., and Frances N. Sterling, eds. (1995). Will Rogers Speaks: Over 1,000 Timeless Quotations for Public Speakers (And Writers, Politicians Comedians, Browsers). ISBN 0871317958
- "Will Rogers Hurls Back A Second Insult". Baltimore Afro-American, February 3, 1934, p. 1.
- Yagoda, Ben (2000). Will Rogers: A Biography. Norman: University of Oklahoma Press. ISBN 978-0-8061-3238-9

All references to Will Rogers concerned with early life and the annual celebration in or around Higgins, Texas are taken from the Texas State Historical Association.